# Campionat del Món de motocròs 1976
La temporada de 1976 del Campionat del Món de motocròs fou la 20a edició d'aquest campionat, organitzat per la FIM. El calendari oficial constava de 12 Grans Premis, celebrats entre el 4 d'abril i el 8 d'agost.

## Sistema de puntuació
Barem de puntuació de 1973 a 1976:
| Posició | 1  | 2  | 3  | 4 | 5 | 6 | 7 | 8 | 9 | 10 |
| Punts   | 15 | 12 | 10 | 8 | 6 | 5 | 4 | 3 | 2 | 1  |

| Resultats que computen  |
| 1/2 + 1 de les mànegues |

## 500 cc

### Grans Premis
| Ronda | Data        | Gran Premi                   | Lloc                 | 1a mànega          | 2a mànega          | Guanyador          | Resultats |
| ----- | ----------- | ---------------------------- | -------------------- | ------------------ | ------------------ | ------------------ | --------- |
| 1     | 4 d'abril   | Gran Premi de Suïssa         | Payerne              | Gerrit Wolsink     | Gerrit Wolsink     | Gerrit Wolsink     | Resultat  |
| 2     | 11 d'abril  | Gran Premi de França         | Pernes-les-Fontaines | Adolf Weil         | Roger De Coster    | Adolf Weil         | Resultat  |
| 3     | 2 de maig   | Gran Premi d'Itàlia          | Fermo                | Roger De Coster    | Pierre Karsmakers  | Roger De Coster    | Resultat  |
| 4     | 9 de maig   | Gran Premi d'Àustria         | Sittendorf           | Adolf Weil         | Roger De Coster    | Roger De Coster    | Resultat  |
| 5     | 16 de maig  | Gran Premi de Suècia         | Västerås             | Roger De Coster    | Roger De Coster    | Roger De Coster    | Resultat  |
| 6     | 23 de maig  | Gran Premi de Finlàndia      | Ruskeasanta          | Brad Lackey        | Roger De Coster    | Gerrit Wolsink     | Resultat  |
| 7     | 13 de juny  | Gran Premi d'Alemanya        | Beuern               | Roger De Coster    | Roger De Coster    | Roger De Coster    | Resultat  |
| 8     | 20 de juny  | Gran Premi dels Estats Units | Carlsbad             | Gerrit Wolsink     | Gerrit Wolsink     | Gerrit Wolsink     | Resultat  |
| 9     | 27 de juny  | Gran Premi del Canadà        | Mosport              | Gerrit Wolsink     | Gerrit Wolsink     | Gerrit Wolsink     | Resultats |
| 10    | 4 de juliol | Gran Premi de Gran Bretanya  | Dodington Park       | Graham Noyce       | Adolf Weil         | Roger De Coster    | Resultat  |
| 11    | 1 d'agost   | Gran Premi de Bèlgica        | Namur                | Roger De Coster    | Gerrit Wolsink     | Roger De Coster    | Resultat  |
| 12    | 8 d'agost   | Gran Premi de Luxemburg      | Ettelbruck           | Jaak van Velthoven | Jaak van Velthoven | Jaak van Velthoven | Resultat  |

### Classificació final
| Posició | Pilot              | Motocicleta | Punts |
| ------- | ------------------ | ----------- | ----- |
| 1       | Roger De Coster    | Suzuki      | 183   |
| 2       | Gerrit Wolsink     | Suzuki      | 177   |
| 3       | Adolf Weil         | Maico       | 141   |
| 4       | Graham Noyce       | Maico       | 103   |
| 5       | Brad Lackey        | Husqvarna   | 99    |
| 6       | Herbert Schmitz    | Puch        | 96    |
| 7       | Jaak Van Velthoven | KTM         | 92    |
| 8       | Ake Jonsson        | Maico       | 87    |
| 9       | Pierre Karsmakers  | Honda       | 71    |
| 10      | Willi Bauer        | KTM         | 51    |
| 11      | Bengt Aberg        | Bultaco     | 47    |

Notes
1. ↑  72 segons altres fonts.
2. ↑  50 segons altres fonts.

## 250 cc
Heikki Mikkola guanyà el títol després d'haver aconseguit el de 500 cc la temporada de 1974, esdevenint així el primer campió del món en dues cilindrades. Jim Pomeroy aconseguia el seu millor resultat al Mundial, quart, situant de passada la seva marca, Bultaco, al tercer lloc final del campionat de constructors.

### Grans Premis
| Ronda | Data       | Gran Premi                    | Lloc                | 1a mànega         | 2a mànega         | Guanyador          | Resultats |
| ----- | ---------- | ----------------------------- | ------------------- | ----------------- | ----------------- | ------------------ | --------- |
| 1     | 4 d'abril  | Gran Premi d'Espanya          | Sabadell-Terrassa   | Heikki Mikkola    | Heikki Mikkola    | Heikki Mikkola     | Resultat  |
| 2     | 25 d'abril | Gran Premi de Bèlgica         | Betekom             | Jaroslav Falta    | Heikki Mikkola    | Heikki Mikkola     | Resultat  |
| 3     | 2 de maig  | Gran Premi de Txecoslovàquia  | Holice              | Vladimir Kavinov  | Jaroslav Falta    | Heikki Mikkola     | Resultat  |
| 4     | 9 de maig  | Gran Premi de Polònia         | Szczecin            | Jim Pomeroy       | Heikki Mikkola    | Torleif Hansen     | Resultat  |
| 5     | 16 de maig | Gran Premi de l'URSS          | Lviv                | Guennady Moisseev | Heikki Mikkola    | Anatoly Ovchinikov | Resultat  |
| 6     | 23 de maig | Gran Premi de Iugoslàvia      | Orehova vas         | Guennady Moisseev | Heikki Mikkola    | Heikki Mikkola     | Resultat  |
| 7     | 30 de maig | Gran Premi d'Itàlia           | La Vecchia          | Jim Pomeroy       | Guennady Moisseev | Guennady Moisseev  | Resultat  |
| 8     | 13 de juny | Gran Premi de França          | La Coudraie - Niort | Sense cursa       | Sense cursa       | Boicot             | Resultat  |
| 9     | 20 de juny | Gran Premi de Gran Bretanya   | Newbury             | Guennady Moisseev | Guennady Moisseev | Guennady Moisseev  | Resultat  |
| 10    | 27 de juny | Gran Premi d'Alemanya         | Gaildorf            | Vladimir Kavinov  | Vladimir Kavinov  | Vladimir Kavinov   | Resultat  |
| 11    | 8 d'agost  | Gran Premi dels Països Baixos | Lichtenvoorde       | Heikki Mikkola    | Guennady Moisseev | Harry Everts       | Resultat  |
| 12    | 15 d'agost | Gran Premi de Suècia          | Ulricehamn          | Guennady Moisseev | Guennady Moisseev | Guennady Moisseev  | Resultat  |

1. ↑  Boicot dels pilots per excés de pols.

### Classificació final
| Posició | Pilot               | Motocicleta | Punts |
| ------- | ------------------- | ----------- | ----- |
| 1       | Heikki Mikkola      | Husqvarna   | 163   |
| 2       | Guennadi Moisséiev  | KTM         | 162   |
| 3       | Vladímir Kàvinov    | KTM         | 122   |
| 4       | Jim Pomeroy         | Bultaco     | 102   |
| 5       | Harry Everts        | Puch        | 98    |
| 6       | Torleif Hansen      | Kawasaki    | 95    |
| 7       | Anatoly Ovchinnikov | KTM         | 85    |
| 8       | Antonin Baborovski  | ČZ          | 75    |
| 9       | Hans Maisch         | Maico       | 71    |
| 10      | Jaroslav Falta      | ČZ          | 54    |
| 11      | Håkan Andersson     | Montesa     | 54    |
| 12      | Daniel Péan         | Maico       | 53    |

## 125 cc

### Grans Premis
| Ronda | Data         | Gran Premi                   | Lloc           | Guanyador     | Equip  | Resultats |
| ----- | ------------ | ---------------------------- | -------------- | ------------- | ------ | --------- |
| 1     | 4 d'abril    | Gran Premi d'Àustria         | Launsdorf      | Gaston Rahier | Suzuki | Resultat  |
| 2     | 11 d'abril   | Gran Premi d'Itàlia          | Livorno        | Gaston Rahier | Suzuki | Resultat  |
| 3     | 2 de maig    | Gran Premi de Gran Bretanya  | Hawkstone Park | Gaston Rahier | Suzuki | Resultat  |
| 4     | 30 de maig   | Gran Premi de Bèlgica        | Hoeselt        | Gaston Rahier | Suzuki | Resultat  |
| 5     | 7 de juny    | Gran Premi de Dinamarca      | Nissebjerget   | Marty Smith   | Honda  | Resultat  |
| 6     | 13 de juny   | Gran Premi de Finlàndia      | Hämeenlinna    | Gaston Rahier | Suzuki | Resultat  |
| 7     | 20 de juny   | Gran Premi de Txecoslovàquia | Stříbro        | Jiry Churavy  | ČZ     | Resultat  |
| 8     | 27 de juny   | Gran Premi de França         | Cassel         | Zdeneck Velky | CZ     | Resultat  |
| 9     | 11 de juliol | Gran Premi dels Estats Units | Lexington      | Marty Smith   | Honda  | Resultat  |
| 10    | 8 d'agost    | Gran Premi d'Alemanya        | Laubuseschbach | Gaston Rahier | Suzuki | Resultat  |
| 11    | 15 d'agost   | Gran Premi d'Espanya         | Montgai        | Gaston Rahier | Suzuki | Resultat  |
| 12    | 22 d'agost   | Gran Premi de Suïssa         | Schupfart      | Gaston Rahier | Suzuki | Resultat  |

### Classificació final
| Posició | Pilot            | Motocicleta | Punts |
| ------- | ---------------- | ----------- | ----- |
| 1       | Gaston Rahier    | Suzuki      | 195   |
| 2       | Jiry Churavy     | ČZ          | 160   |
| 3       | Zdenek Velky     | ČZ          | 133   |
| 4       | Marty Smith      | Honda       | 130   |
| 5       | Roger Harvey     | Husqvarna   | 82    |
| 6       | Yuri Khudiakov   | ČZ          | 62    |
| 7       | Pavel Rulev      | ČZ          | 60    |
| 8       | Göte Liljegren   | KTM         | 55    |
| 9       | Dario Nani       | Gilera      | 55    |
| 10      | Ivan Alborghetti | Aprilia     | 49    |

Notes
1. ↑  61 segons altres fonts.
2. ↑  D'altres fonts documenten en el desè lloc a l'italià Ivano Bessone (Beta), amb 47 punts.

## Resum: Podi final 1976
|           | 500 cc          | 500 cc | 250 cc             | 250 cc    | 125 cc        | 125 cc |
| Campió    | Roger De Coster | Suzuki | Heikki Mikkola     | Husqvarna | Gaston Rahier | Suzuki |
| Subcampió | Gerrit Wolsink  | Suzuki | Guennadi Moisséiev | KTM       | Jiry Churavy  | ČZ     |
| Tercer    | Adolf Weil      | Maico  | Vladímir Kàvinov   | KTM       | Zdenek Velky  | ČZ     |